# Unserdeutsch
Unserdeutsch (dosł. „nasz niemiecki”) – język kreolski powstały na bazie języka niemieckiego, używany na terytorium Papui-Nowej Gwinei oraz na wschodnim wybrzeżu Australii. Znajduje się na skraju wymarcia.
Obecnie posługuje się nim 110 osób, w większości w podeszłym wieku. W użyciu są także języki angielski, niemiecki i tok pisin. Zanika ze względu na mobilność ludności i wpływ małżeństw mieszanych. Istnieją pewne publikacje poświęcone temu językowi, w których udokumentowano jego gramatykę. Badaniem unserdeutsch zajmowali się lingwiści: Peter Mühlhäusler, Craig A. Volker, Siegwalt Lindenfelser, Péter Maitz.

## Przykład
Oto krótka „modlitwa obowiązkowa” bahaizmu w języku unserdeutsch:
I bezeugen, O mein Gott, Du has geschaffen mi, fi erkennen du und fi beten zu du. I bezeugen in diese Moment mein Schwäche und dein Mach, mein Armut und dein Reichtum. Is ni ein anders Gott, nur Du, de Helfer in Gefahr, de Selbstbestehender.
Przekład niemiecki:
Ich bezeuge, o mein Gott, dass du mich geschaffen hast, dass ich dich erkenne und zu dir bete. Ich bezeuge in diesem Moment meine Schwäche und deine Macht, meine Armut und dein Reichtum. Es gibt keinen anderen Gott, nur dich, den Helfer in der Gefahr, den, der von selbst besteht.
Przekład polski:
„Daję świadectwo, o mój Boże, że stworzyłeś mnie, abym Cię znał i wielbił. Świadczę w tej chwili o mojej bezsilności a Twojej mocy, o mym ubóstwie a Twoim bogactwie. Nie ma innego Boga poza Tobą, Pomagającym w niebezpieczeństwie, Samoistnym.”